# Ankylosaurus
Ankylosaurus („spljošteni gušter”) bio je rod ankilosaurida koji je sadržavao jednu vrstu, A. magniventris. Fosili Ankylosaurusa pronađeni su u geološkim formacijama iz samog kraja perioda krede, pre između 66,5–65,5 miliona godina) koje se nalaze na zapadu Severne Amerike.
Iako nije otkriven potpun skelet, a neki drugi ankilosauridi su poznati iz potpunijih ostataka, Ankylosaurus se obično smatra arhetipnim oklopljenim dinosaurom. Delio je svoje osobine - oklopljeno telo sa masivnom koštanom toljagom na repu - sa ostalim ankilosauridima, ali ipak je bio najveći pripadnik te porodice.

## Paleobiologija
U odnosu na današnje kopnene životinje, odrasli Ankylosaurus bio je vrlo velik. Neki naučnici procenili su njegovu dužinu na 9 metara. Prema jednoj drugoj rekonstrukciji, dužina mu je bila znatno manja, tek 6,25 m, širina do 1,5 m, a visina u kukovima oko 1,7 m. Moguće je da je Ankylosaurus težio preko 6000 kg, što ga čini jednim od najtežih otkrivenih oklopljenih dinosaura. Telo je bilo široko i nisko. Bio je četvoronožac sa zadnjim udovima dužim od prednjih. Mada još nisu pronađena njegova stopala, uspoređenja sa ostalim ankilosauridima ukazuju na to da je Ankylosaurus verojatno imao pet prstiju na svakom stopalu. Lobanja je bila niska i trougaonog oblika, više široka nego duga. Najveća pronađena imala je dužinu od 64,5 cm i širinu od 74,5 cm. Međutim, mozak je bio mali. Kao i ostali ankilosauri, Ankylosaurus je bio biljožder sa malim zubima u obliku lista, prilagođenim kidanju vegetacije. Ti su zubi, u odnosu na veličinu tela, bili manji nego kod i jednog drugog ankilosaurida.
Ankylosaurus nije imao grupe zuba kakve su imali ceratopsidi i hadrosauridi iz tog vremena, što znači da je hranu vrlo malo žvakao. Kosti u lobanji i na drugim delovima tela bile su spojene, što im je povećavalo čvrstinu.

### Oklop
Najupadljivija osobina Ankylosaurusa bio je njegov oklop, koji se sastojao od velikih koštanih kvrga i ploča, poznatih kao osteodermi, koji su se nalazili u koži, pa čak i na očnim kapcima. Osteodermi se takođe mogu naći u koži krokodila, armadila i nekih guštera. Preko kosti verojatno se nalazio čvrst sloj keratina. Ti osteodermi u mnogo varirali u veličini, od širokih, ravnih ploča do malenih, okruglih kvržica. Te ploče bile su raspoređene u vodoravnim redovima duži vrata, leđa i kukova te životinje, a mnoge manje kvržice štitile su prostor između većih ploča. Malene ploče su se možda nalazile i na udovima i repu. U odnosu na primitivnijeg ankilosaurida Euoplocephalusa, ploče kod Ankylosaurusa bile su glatke, bez visokih grebena kao na oklopu nodosaurida Edmontonia. Moguće je da je sa strana repa lateralno bio izbočen red ravnih, trougaonih bodlji. Čvrste, okrugle krljušti štitili su gornji deo lobanje, a četiri velika piramidalna roga stršila su prema van iz njezinih zadnjih uglova.

### Toljaga
Poznata repna toljaga Ankylosaurusa takođe se sastojala od nekoliko velikih osteoderma, koji su bili spojeni sa nekoliko zadnjih repnih pršljenova. Bila je teška i podržavalo ju je sedam zadnjih repnih pršljenova, koji su bili isprepleteni i formirali ukočen „prut” pri osnovi toljage. Očuvane su debele tetive koje su spajale te pršljenove. Te tetive bile su delomično okoštale i nisu bile savitljive pa se tako velika sila prenosila na kraj repa kada bi Ankylosaurus njime zamahnuo. Izgleda da je to bilo aktivno obrambeno oružje zbog čije su sile udara neprijatelju mogle pući kosti. Jedno istraživanje iz 2009. pokazalo je da su „velike kvrge na repu mogle stvoriti silu dovoljnu za lomljenje kostiju pri udaru, ali srednje velike i malene to nisu mogle” i da su „ankilosauridi mogli na taj način koristiti rep, ali nije poznato da li su ga koristili u obrani, u borbi ili u obe svrhe”. Neki su naučnici takođe pretpostavili da je toljaga, zbog izgleda sličnog glavi, mogla služiti kao mamac koji bi odvukao neprijateljevu pažnju od glave, ali ta pretpostavka se danas većinom ne prihvaća.

### Stanište
je živeo pre između 66,5 i 65,5 miliona godina, tokom poslednjeg perioda kasne krede (Mastrihta), i bio je među poslednjim dinosaurima koji su se razvili pre K-T izumiranja. Tipični primerak rponađen je u formaciji Hel Krik u Montani, a ostali primerci pronađeni su u formaciji Lans (Vajoming) i formaciji Skolard (Alberta, Kanada) i svi potiču sa kraja krede.
Formacije Lans, Hel Krik i Skolard predstavljaju različite delove zapadne obale Zapadnog unutrašnjeg morskog prolaza koji je tokom krede delio Severnu Ameriku na zapadni i istočni deo. One predstavljaju široku obalu mora koja se prostirala od morskog prolaza zapadno do novonastalog Stenjaka. Te formacije većinom su bile formirane od peščara i muljnjaka, koji se povezuju sa staništem tipa naplavnih ravnica. Hel Krik je najbolje istražena od njih. U vreme Ankylosaurusa, tu je preovladavala suptropska klima - topla i vlažna - što je odgovaralo mnogim biljnim vrstama, pretežno skrivenosemenicama, a četinari, paprati i cikasi su bili ređi. Velika količina fosilizovanog lišća pokazuje da je preovladavalo nisko drveće. Ankylosaurus je živeo uz dinosaure kao što su ceratopsidi Triceratops i , hipsilofodont Thescelosaurus, hadrosaurid Edmontosaurus, nodosaurid Edmontonia, pahicefalosaur Pachycephalosaurus i teropodi Ornithomimus, Troodon i Tyrannosaurus.
Fosili Ankylosaurusa su u tim sedimentima prilično retki u odnosu na Edmontosaurusa i vrlo brojnog Triceratopsa, koji čine većinu faune biljoždera. U istim formacijama pronađen je još jedan ankilosaur, Edmontonia. Međutim, izgleda da su Ankylosaurus i Edmontonia i geografski i ekološki bili odvojeni. Ankylosaurus je imao široku njušku, možda prilagođenu neselektivnoj ispaši, što bi ga ograničilo na gorske regije, dalje od obale; s druge strane, Edmontonia je imala užu njušku, što ukazuje na selektivniju ishranu, i izgleda da je živela na manjim nadmorskim visinama, bliže obali.

## Klasifikacija
je proglašen tipičnim rodom porodice Ankylosauridae. Ankilosauridi su pripadnici većeg taksona Ankylosauria, koji takođe obuhvata i nodosauride. Filogenija ankilosaura je sporna tema, sa nekoliko međusobno isključivih analiza predstavljenih u poslednjih nekoliko godina, pa je tačna pozicija Ankylosaurusa unutar Ankylosauridae nepoznata. Ankylosaurus i Euoplocephalus se često smatraju sestrinskim taksonima. Međutim, u drugim analizama zaključeno je da ti rodovi imaju različite pozicije. Daljnja istraživanja i otkrića možda će doprineti razjašnjavanju situacije.

## Otkriće
Barnum Braun, američki paleontolog, 1908. godine je dao naziv rodu Ankylosaurus. Naziv roda potiče od grčkog αγκυλος/ankulos („zakrivljen”) i σαυρος/sauros („gušter”). Braun je nameravao da se taj naziv shvata u istom smislu kao i medicinski termin ankiloza kako bi ukazao na ukočenost koju je stvarala spojenost mnogih kostiju u lobanji i telu, pa se naziv roda često prevodi kao „ukočeni gušter”. Tipična vrsta je A. magniventris, od latinskog magnus („veliki”) i venter („stomak”), što se odnosi na veliku širinu tela te životinje.
Tim koji je prevodio Braun otkrio je tipični primerak  u formaciji Hel Krik u Montani 1906. godine. Primerak se sastojao od vrha lobanje, pršljenova, rebara, dela ramenog pojasa i oklopa. Šest godina ranije, Brown je pronašao skelet velikog teropoda (AMNH 5866) u formaciji Lans u Vajomingu. Taj primerak je 1905. dobio naziv Dynamosaurus imperiosus, ali sada se smatra primerkom vrste Tyrannosaurus rex. U vezi sa primerkom AMNH 5866 bilo je više od 75 osteoderma raznih veličina i za koje se smatralo da pripadaju Dynamosaurusu. Međutim, ti osteodermi su po obliku gotovo identični istima kod vrste A. magniventris i verojatno joj i pripadaju. Tokom jedne ekspedicije u Alberti 1910. godine, Barnum Braun je pronašao svoj treći primerak  u formaciji Skolard. U AMNH 5214 spadaju potpuna lobanja i prva poznata repna toljaga, kao i rebra, kosti udova i oklop. Sva tri navedena primerka sada se nalaze u Američkom prirodnjačkom muzeju u Njujorku. Najveća poznata lobanja bila je NMC 8880. Čarls M. Sternberg ju je pronašao u Alberti 1947. godine i sada se ona nalazi u Kanadskom prirodnjačkom muzeju. Tokom proteklih godina pronađeno je još mnogo izolovanih kostiju, delova oklopa i zuba.

## Paleookruženje
Ankylosaurus je postojao pre između 68 i 66 miliona godina, u završnoj, ili mastrihtskoj, fazi kasne krede. Bio je među poslednjim rodovima dinosaurusa koji su se pojavili pre izumiranja tokom krede-paleogena. Tipski primerak je iz formacije Hel krik u Montani, dok su drugi primerci pronađeni u formacijama Lans i Feris u Vajomingu, formaciji Skolard u Alberti i formaciji Frenčman u Saskačevanu, a svi datiraju do kraja krede.
Fosili Ankilosaurusa su retki u sedimentima iz kojih je poznat, a distribucija njegovih ostataka sugeriše da je bio ekološka retkost, ili ograničen na uzvisine formacije, gde bi bilo manje verovatno da će se fosilizovati, a ne na obalske nizije. Još jedan ankilosaurus, nodosaurus koji se naziva Edmontonia sp., takođe se nalazi u istim formacijama, ali prema Karpenteru, smatra se da se opseg ova dva roda nije preklapao. Njihovi ostaci do sada nisu pronađeni na istim lokalitetima, a čini se da je nodosaurus naseljavao nizije. Uža njuška nodosaurusa sugeriše da je imao selektivniju ishranu od Ankilosaurusa, što dalje ukazuje na ekološku odvojenost, bez obzira da li se njihov raspon preklapao ili ne.
Sa svojim niskim centrom gravitacije, Ankilosaurus ne bi bio u stanju da ruši drveće kao što to čine savremeni slonovi. Takođe nije bilo u stanju da žvaće koru i stoga je malo verovatno da je praktikovao skidanje kore. Kao odrasla jedinka, izgleda da se Ankilosaurus nije okupljao u grupama (iako je moguće da su se neki ankilosaurusi okupljali kao mladunci). Stoga je malo verovatno da je Ankilosaurus bio u stanju da modifikuje pejzaž svog ekosistema na način na koji to rade slonovi; hadrosauridi su možda umesto toga imali takvu ulogu „inženjera ekosistema“.
Formacije u kojima su pronađeni fosili Ankilosaurusa predstavljaju različite delove zapadne obale zapadnog unutrašnjeg morskog puta koji je delio zapadnu i istočnu Severnu Ameriku tokom krede, široke obalske ravnice koja se proteže na zapad od morskog puta do novoformiranih Stenovitih planina. Ove formacije su uglavnom sastavljene od peščara i muljnjaka, koji se pripisuju plavnim sredinama. Regioni u kojima su pronađeni Ankilosaurus i drugi ankilosaurusi iz kasne krede imali su toplu suptropsku/umerenu klimu, koja je bila monsunska, imala je povremene padavine, tropske oluje i šumske požare. U formaciji Hel krika, podržavane su mnoge vrste biljaka, prvenstveno kritosemenjače, sa manje uobičajenim četinarima, paprati i cikasima. Obilje fosilnog lišća pronađenog na desetinama različitih lokacija ukazuje na to da je ovo područje uglavnom bilo pošumljeno malim drvećem. Ankylosaurus je delio svoje okruženje sa drugim dinosaurusima koji su uključivali ceratopside Triceratops i Torosaurus, hipsilophodont Thescelosaurus, hadrosaurid Edmontosaurus, neodređeni nodosaurus, pahicefalosaurus Pachycephalosaurus, i teropode Struthiomimus, Ornithomimus, Pectinodon, i Tyrannosaurus.

## U popularnoj kulturi
Otkako je opisan 1908. godine, Ankylosaurus se publicizuje kao arhetipni oklopljeni dinosaurus, a zbog svoje prepoznatljivosti i velikog interesovanja javnosti za dinosauruse, već dugo godina se prikazuje u popularnoj kulturi u celom svetu. Rekonstrukcija Ankylosaurusa u prirodnoj veličini predstavljena prilikom Njujorškog svetskog sajma 1964. godine znatno je doprinela njegovoj popularnosti Ankylosaurus je u japanskom kaiju filmu Godzila ponovno napada iz 1955. predstavljen kao predak mutiranog čudovišta Anguirusa. (Postoje mnoge varijacije kod izgovaranja i pisanja naziva čudovišta.) Anguirus se pojavio u sedam filmova sa Godzilom između 1955. i 2004. godine. Anguirus je takođe prikazan u mnogim knjigama, TV emisijama i video igricama.
Karpenter je 2004. primetio da je Ankylosaurus postao arhetipski član svoje grupe i najpoznatiji ankilosaurus u popularnoj kulturi, možda zbog rekonstrukcije životinje u prirodnoj veličini koja je predstavljena na Svetskom sajmu 1964. u Njujorku. Arbor i Malon su 2017. godine nazvali Ankilosaurusa „ikoničnim“ dinosaurusom i napomenuli da skulptura sa Svetske izložbe, kao i mural američkog umetnika Rudolfa Zalingera iz 1947. godine [The Age of Reptiles[|Doba reptila]] i drugi kasniji popularni prikazi, prikazuju Ankilosaurusa sa repnom batinom, nakon prvog otkrića ove karakteristike 1910. godine.
Mnogi tradicionalni popularni prikazi prikazuju Ankilosaurusa u čučećem položaju i sa ogromnom repnom batinom koja se vuče po zemlji. Moderne rekonstrukcije prikazuju životinju sa uspravnijim držanjem udova i repom podignutim od zemlje. Slično tome, velike bodlje koje štrče bočno od tela (slično onima kod ankilosaurusa nodosaurida) prisutne su u mnogim tradicionalnim prikazima, ali nisu poznate od samog Ankilosaurusa. Oklop Ankilosaurusa se često mešao sa oklopom Edmontonije (ranije nazvane Palaeoscincus); pored toga što je Ankilosaurus prikazan sa šiljcima, Edmontonia je takođe prikazana sa repom nalik Ankilosaurusu (osobina koju nodosauridi nisu imali), uključujući i mural američkog umetnika Čarlsa R. Najta iz 1930. godine. Ankylosaurus je predstavljen u franšizi Jurskog parka, gde su prikazani kako napadaju repom i trče, što su sposobnosti koje su paleontolozi kritikovali kao malo verovatne.

## Literatura
- Madzia, D.; Arbour, V.M.; Boyd, C.A.; Farke, A.A.; Cruzado-Caballero, P.; Evans, D.C. (2021). „The phylogenetic nomenclature of ornithischian dinosaurs”. PeerJ. 9: e12362. PMC 8667728 . PMID 34966571. doi:10.7717/peerj.12362 .
- Breeden, Benjamin T.; Rowe, Timothy B. (2020-07-03). „New Specimens of Scutellosaurus Lawleri Colbert, 1981, from the Lower Jurassic Kayenta Formation in Arizona Elucidate the Early Evolution of Thyreophoran Dinosaurs”. Journal of Vertebrate Paleontology (на језику: енглески). 40 (4): e1791894. ISSN 0272-4634. doi:10.1080/02724634.2020.1791894.
- Anderson, Lilian; Brassey, Charlotte; Pond, Stuart; Bates, Karl; Sellers, William Irvin (октобар 2023). „Investigating the quadrupedal abilities of Scutellosaurus lawleri and its implications for locomotor behavior evolution among dinosaurs”. The Anatomical Record (на језику: енглески). 306 (10): 2514—2536. ISSN 1932-8486. PMID 36896818. doi:10.1002/ar.25189.
- Nopcsa, Ferenc (1915). „Die dinosaurier der Siebenbürgischen landesteile Ungarns” (PDF). Mitteilungen aus dem Jahrbuche der KGL. 23: 1—24.
- Sereno, Paul (1986). „Phylogeny of the bird-hipped dinosaurs (order Ornithischia)”. National Geographic Research. 2 (2): 234—256.
- Paul, Sereno (1998). „A rationale for phylogenetic definitions, with application to the higher-level taxonomy of Dinosauria”. Neues Jahrbuch für Geologie und Paläontologie, Abhandlungen. 210 (1): 41—83. doi:10.1127/njgpa/210/1998/41.
- Soto-Acuña, Sergio; Vargas, Alexander O.; Kaluza, Jonatan; Leppe, Marcelo A.; Botelho, Joao F.; Palma-Liberona, José; Simon-Gutstein, Carolina; Fernández, Roy A.; Ortiz, Héctor; Milla, Verónica;  . (2021). „Bizarre tail weaponry in a transitional ankylosaur from subantarctic Chile”. Nature. 600 (7888): 259—263. Bibcode:2021Natur.600..259S. PMID 34853468. S2CID 244799975. doi:10.1038/s41586-021-04147-1.
- Riguetti, Facundo J.; Apesteguía, Sebastián; Pereda-Suberbiola, Xabier (2022-08-11). „A new Cretaceous thyreophoran from Patagonia supports a South American lineage of armoured dinosaurs”. Scientific Reports (на језику: енглески). 12 (1): 11621. ISSN 2045-2322. PMC 9372066 . PMID 35953515. doi:10.1038/s41598-022-15535-6.
- Fonseca, A.O.; Reid, I.J.; Venner, A.; Duncan, R.J.; Garcia, M.S.; Müller, R.T. (2024). „A comprehensive phylogenetic analysis on early ornithischian evolution”. Journal of Systematic Palaeontology. 22 (1): 2346577. doi:10.1080/14772019.2024.2346577.

## Spoljašnje veze
- Ankylosaurus - dinosaur otporan na metke
- Ankylosaurus u Dinosaur Encyclopaedia